# Fort W XII „Werner”

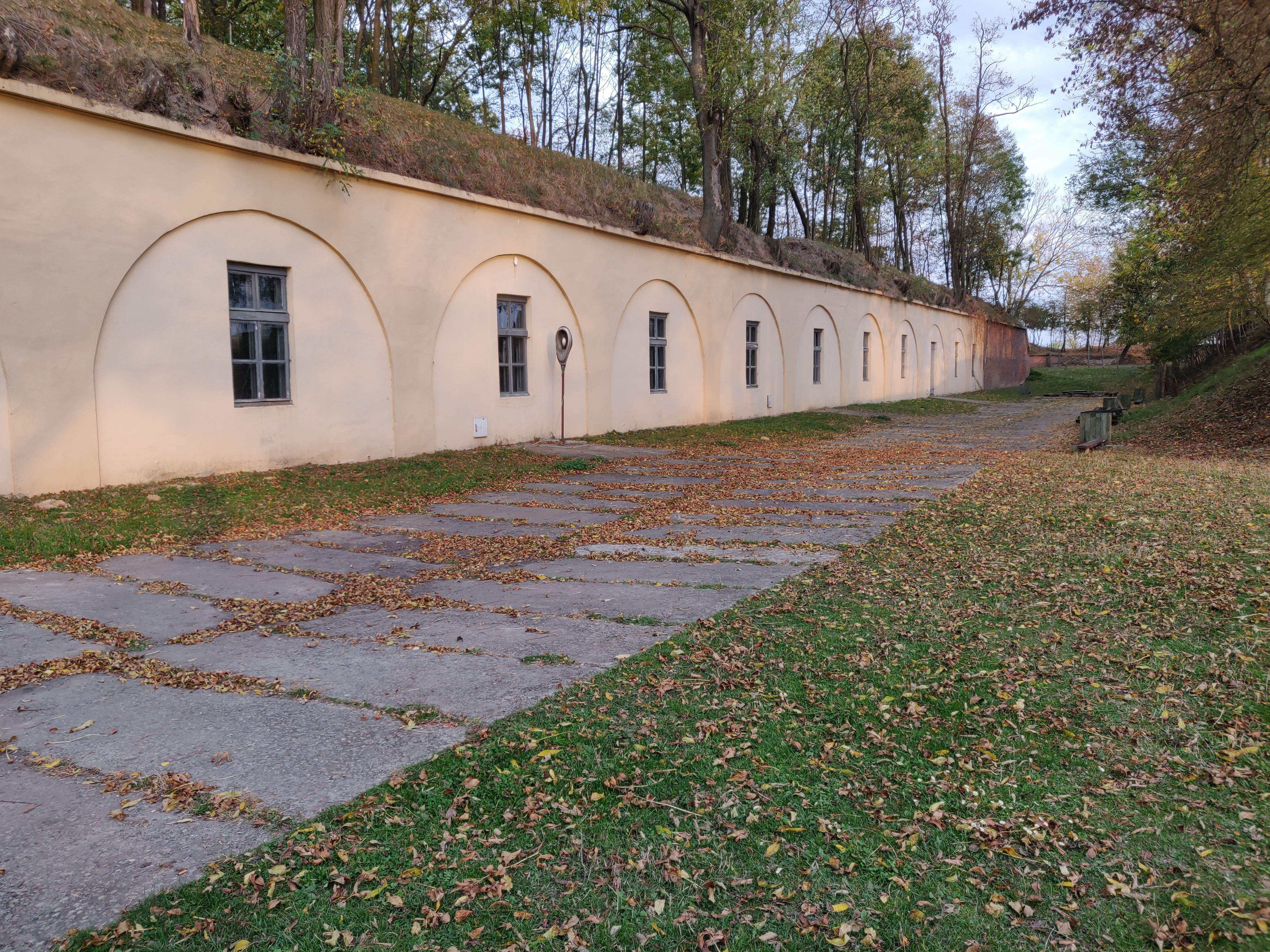
Widok od strony południowej

Fort W XII „Werner” – jednowałowy fort artyleryjski Twierdzy Przemyśl, o konstrukcji betonowo-murowano-ziemnej, znajdujący się obok miejscowości Żurawica.
Początkowo był to w latach 1854–1857 szaniec obozu warownego,zbudowany na nowo w latach 1881–1887 według projektu inż. Antona Wernera. Został częściowo wysadzony w powietrze w 1915, po II oblężeniu Twierdzy Przemyśl. 

## Literatura
- „Zabytki architektury i budownictwa w Polsce. Nr 33. Województwo przemyskie”. Warszawa 1998, ISBN 83-86334-57-6